# Страны Великобритании
Страны Великобритании — Англия, Шотландия, Уэльс и Северная Ирландия — составляют Соединённое Королевство Великобритании и Северной Ирландии, кратко именуемое «Соединённым королевством» или «Великобританией», и являются её политико-географическим, так и административно-историческим делением (англ. countries, Nations).
Каждая страна Соединённого Королевства, в свою очередь, имеет свою собственную систему административного и географического деления, которое часто ведёт происхождение ещё со времён ранних королевств и графств англосаксов, шотландцев, валлийцев и нормандского завоевания, то есть задолго до появления соединенной Великобритании.
Три из четырёх нынешних исторических стран (кроме Англии) обладают значительной степенью политической автономии, полученной в процессе деволюции (делегирования полномочий) в XX—XXI веке. Несмотря на существования принципа парламентской монархии, юридически власть разделена между частями королевства на основании суверенитета (права) Британской Короны.

## Ключевые сведения
| Имя               | Флаг | Площадь (км²) | Население, чел. (по переписи 2011) | Столица  | Автономный законодательный орган | Правовая система                                     |
| ----------------- | ---- | ------------- | ---------------------------------- | -------- | -------------------------------- | ---------------------------------------------------- |
| Англия            |      | 130 395       | 53 012 456                         | Лондон   | Нет                              | Английское право                                     |
| Шотландия         |      | 78 772        | 5 295 400                          | Эдинбург | Парламент Шотландии              | Право Шотландии                                      |
| Уэльс             |      | 20 779        | 3 063 456                          | Кардифф  | Национальная ассамблея Уэльса    | Английское право и Вторичное законодательство Уэльса |
| Северная Ирландия |      | 13 843        | 1 810 863                          | Белфаст  | Ассамблея Северной Ирландии      | Североирландское право и Ирландское земельное право  |
| Великобритания    |      | 243 789       | 63 182 175                         | Лондон   |                                  |                                                      |

## Идентичности
Поскольку Великобритания в силу исторических особенностей не является государством-нацией, то термин «Британская идентичность» в настоящее время как таковой либо частично отсутствует или довольно низок и подкрепляется лишь в связке с возрастающим значением «английской идентичности» .
Согласно британскому исследованию социальных отношений, в целом существует две интерпретации британской идентичности с разными акцентами на этнические и гражданские аспекты:
Первая группа, которую мы называем этническими характеристиками, включала вопросы о месте рождения, происхождении, проживании в Британии и общих британских обычаях и традициях. Вторая, или гражданская, группа содержала вопросы о том, как чувствовать себя британцем, уважать законы и институты, говорить по-английски и иметь британское гражданство.

Оригинальный текст (англ.)The first group, which we term the ethnic dimension, contained the items about birthplace, ancestry, living in Britain, and sharing British customs and traditions. The second, or civic group, contained the items about feeling British, respecting laws and institutions, speaking English, and having British citizenship.Park, 2005, p. 153
Из двух точек зрения на британскую идентичность гражданский взгляд стал доминирующим, и в этом качестве британскость иногда считается институциональной или всеобъемлющей государственной идентичностью. Этим объясняется, почему иммигранты в первом, втором и третьем поколении чаще называют себя британцами, а не англичанами, северными ирландцами, шотландцами или валлийцами, потому что это «институциональная, инклюзивная» идентичность, которая может быть приобретена в результате натурализации по британскому закону о гражданстве; подавляющее большинство людей в Великобритании, принадлежащих к этническому меньшинству, чувствуют себя британцами. Однако такое отношение более распространено в Англии, чем в Шотландии или Уэльсе; «белые англичане считали себя в первую очередь англичанами, а затем британцами, и большинство людей из этнических меньшинств считали себя британцами, но никто не идентифицировал себя как англичанин, ярлык, который они ассоциировали исключительно с белыми людьми». Напротив, в Шотландии и Уэльсе «была гораздо более сильная идентификация с каждой страной, чем с Великобританией».
С начала XXI века в Шотландии вопросы идентичности перевели с «национальной» темы — в гражданскую, что заметно усилило её современные позиции. Так, в 2011 году около 62% населения считало свою идентичность исключительно «шотландской», а в 2024 году этот показатель вырос до 65%. Однако и исключительно «британская» идентичность в Шотландии тоже увеличилась: с 8,3% до 13,9%, в большинстве своём за счет верующих.
Аналогичные с Шотландией тенденции отмечаются и в Уэльсе, где в 2021 году  55,2% населения считают себя исключительно «валлийцами», 18,5% —исключительно «британцами» и 9,1% — «англичанами».
В связи с выходом Великобритании из ЕС, расклад «ирландских» идентичностей лоялистов и республиканцев претерпел существенные изменения, которые, в целом, хотя и не меняют существующий хрупкий баланс, но в долгой перспективе усиливают сепаратистские тенденции.